# Mariinskipaleis (Sint-Petersburg)

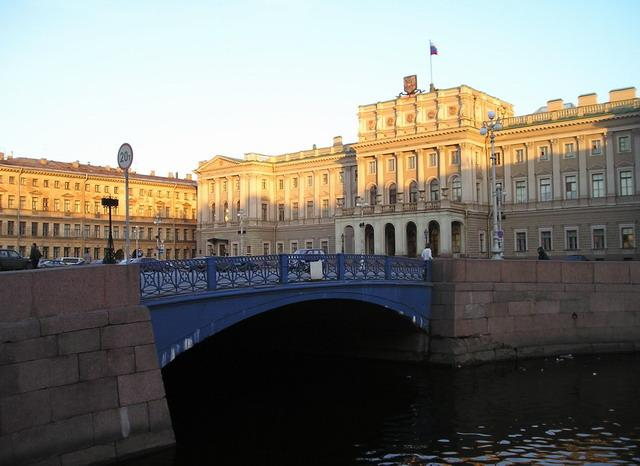
Het Mariinskipaleis ligt aan de rivier de Moika bij de Blauwe Brug

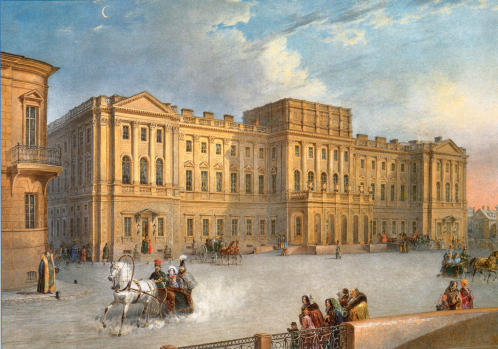
Het paleis op een schilderij uit 1849

Het Mariinskipaleis (Russisch: Мариинский дворец, Mariinskij dvorets), ook bekend als het Mariepaleis, is een neoclassicistisch paleis in Sint-Petersburg, Rusland. Het paleis ligt aan de Moika, aan de overzijde van de Izaäkkathedraal en wordt als stadhuis van Sint-Petersburg gebruikt.

## Bouwstijl
Het paleis is typisch neoclassicistisch met zijn vele Korinthische zuilen. Toch is het ontwerp voornamelijk geïnspireerd op de zeventiende-eeuwse, Franse barokke huizen. Een andere inspiratiebron was de renaissance, wat onder meer te zien is aan de vele ornamenten op de façade.

## Geschiedenis
In de achttiende eeuw behoorde het stuk grond, waarop het huidige paleis staat, toe aan een Russische, adellijke politicus. Hij had er een herenhuis gebouwd, dat er van 1762 tot 1768 stond. Hij verhuurde het onder meer aan Lodewijk V Jozef van Bourbon-Condé en vooraanstaande buitenlanders die de stad bezochten. Van 1825 tot 1839 was er in het herenhuis een militaire school gevestigd, waar onder anderen de bekende Russische schrijver Michail Lermontov twee jaar studeerde.
Het herenhuis werd hierna gekocht door tsaar Nicolaas I van Rusland, die het als cadeau schonk aan zijn dochter Maria Nikolajevna ter gelegenheid van haar huwelijk met hertog Maximiliaan van Leuchtenberg. Vervolgens werd er vanaf 1839 vijf jaar lang gebouwd aan het huidige paleis, dat vernoemd is naar de tsarendochter.
In 1884 kwam het Mariinksipaleis weer in handen van de keizerlijke familie tot 1917 en werd ter beschikking gesteld aan de Staatsraad van het Russische Rijk en de Staatskanselarij. De grote hal werd ontworpen in 1906 door de Russische architect Leon Benois. Op 2 april 1902 werd in het paleis de minister van Binnenlandse Zaken vermoord door een terrorist.
In maart 1917 werd het Mariinksipaleis in gebruik genomen door de Voorlopige Russische Regering. Later werd het gebruik van het paleis overgedragen aan de Raad van de Russische Republiek. Na de Oktoberrevolutie werd het paleis de thuisbasis van verschillende Sovjetministeries. Tijdens de Grote Vaderlandse Oorlog van 1941 tot 1945 diende het als ziekenhuis en werd vaak gebombardeerd. Na deze oorlog werd het paleis weer in gebruik genomen door verschillende overheidsorganen. Het wordt ook als stadhuis van Sint-Petersburg gebruikt.
- Gemeinsame Normdatei: 4532639-3